# 葛佶
葛佶（1929年3月—），浙江平湖人，中国非洲研究专家，中国社会科学院西亚非洲研究所研究员，中国社会科学院荣誉学部委员。1952年毕业于金陵女子大学外文系。